# Тройка (картина)
«Тройка» («Ученики мастеровые везут воду») — картина русского живописца Василия Перова, написанная в 1866 году.
В данный момент она находится в Москве в Государственной Третьяковской галерее.

## О сцене
«Тройка» — наиболее крупное по формату жанровое полотно Перова и, вероятно, одно из самых эмоциональных.
Долгое время художник писал работы, посвящённые социальной тематике, считая, что картина должна рассказывать о трудностях крестьянской жизни. К моменту написания картины детям также было посвящено много картин художника — например, «Дети-сироты» (1864, см. илл.), «Проводы покойника» (1865, см. илл.), «Мальчик мастеровой» (1865, см. илл.).

### Сюжет
В этой картине Василий Перов обращается к теме детского труда. Трое уставших и замёрзших детей тащат по зимней улице сани с бочкой, полной воды. Они измучены мастером, что видно по их лицам. Мальчик слева совершенно устал, ему еле хватает сил идти. Девочка справа и мальчик в центре ещё тащат сани с бочкой. Выливающаяся вода замерзает сосульками на поверхности бочки, что еще раз даёт понять, насколько холодно должно быть детям. Сзади повозку толкает взрослый мужчина. Ледяной ветер дует в лицо детям.
Повозку сопровождает собака, бегущая справа перед детьми. Ещё чуть-чуть и вся тройка упадёт замертво от холода.

### Натурщики
Если для крайнего мальчика и девочки художник нашёл натурщиков быстро, то для фигуры центрального мальчика его найти не мог. Большая часть работы уже была написана, а главная фигура, которая должна была являться композиционным центром, так и оставалась нетронутой.
Но к счастью, Перов встретил на улице крестьянку с сыном и сразу понял, что именно такой мальчик нужен для его картины. Перову удалось уговорить женщину разрешить написать портрет её сына, во время работы художник узнал, что мальчика зовут Васей, что он — последняя надежда и радость вдовы, похоронившей других своих детей.
Вскоре картина была закончена и куплена Третьяковым. А через несколько лет к художнику пришла бедная женщина, в которой oн с трудом узнал мать Васи. Она рассказала, что её сын заболел и умер в прошлом году, и попросила купить у Перова картину, на которую хотела потратить последние свои сбережения. Художник объяснил, что картина уже давно продана и отвел в галерею бедную женщину, где та упала на колени перед картиной и стала молиться. Увидев эту сцену, Перов специально написал портрет Васеньки и подарил его женщине.

### Художественные особенности
Василий Перов использовал мрачные, неяркие, тёмные, серые цвета, чтобы передать трагичность сцены. Дополнительно нагнетает обстановку и мрачная пустынная улица города.
Кто из нас не знает «Тройку» Перова, этих московских ребятишек, которых заставил хозяин таскать по гололедице на салазках громадный чан с водой. Все эти ребятишки, наверное, деревенские родом и только пригнаны в Москву на промысел. Но сколько они намучились на этом "промысле"! Выражения безысходных страданий, следы вечных побоев нарисованы на их усталых бледных личиках; целая жизнь рассказана в их лохмотьях, позах, в тяжелом повороте их голов, в измученных глазах...В.В.Стасов